# Kantatie 72
La Kantatie 72 (in svedese Stamväg 72) è una strada principale finlandese. Ha inizio a Mikkeli e si dirige verso nord, dove si conclude dopo 116 km nei pressi di Suonenjoki.

## Percorso
La Kantatie 72 attraversa, oltre i comuni di partenza e di arrivo, il solo comune di Pieksämäki.